# Gerbe
Gerbe (arag. Cherbe, Ixeribe) – miejscowość w Hiszpanii, w Aragonii, w prowincji Huesca, w comarce Sobrarbe, w gminie Aínsa-Sobrarbe.
Według danych INE z 2005 roku miejscowość zamieszkiwały 22 osoby. Wysokość bezwzględna miejscowości jest równa 686 metrów. Kod pocztowy do miejscowości to 22330.